# Auguste Chevrolat
Louis Alexandre Auguste Chevrolat (París, 29 de marzo de 1799 - París, 16 de diciembre de 1884) fue un entomólogo francés.
Desde muy joven demostró interés en la naturaleza, coleccionando aves y todo tipo de insectos, aunque posteriormente se especializó en un tipo particular de estos últimos, los escarabajos. Publicó más de 250 notas y artículos científicos, y describió más de 2000 especies. Fue uno de los fundadores de la Société entomologique de France en 1832, de la cual fue elegido miembro honorario en 1875. Al morir su colección se dispersó. Algunas partes se conservan en el Museo de Historia Natural de Londres junto con algunos manuscritos.

## Publicaciones seleccionadas
- 1833a. Description de Buprestis analis. Magasin de Zoologie 1833. Insectes, Nr. 60, 1 color plate.
- 1833b. Coléoptères du Mexique, fascículo 1, [25 pp.], octubre de 1833. Estrasburgo.
- 1834. Coléoptères du Mexique, fascículo 2, [50 pp.], marzo de 1834; fascículo 3, [48 pp.], noviembre de 1834. Estrasburgo.
- 1835. Coléoptères du Mexique, fascículo 4, [70 pp.], enero de 1835; fascículo 5, [50 pp.], Jan. 1835; fascículo 6, [48 pp.], June 1835; fascículo 8, [68 pp.], Sept. 1835. Estrasburgo.
- 1838a. Centurie de Buprestides. Revue Entomologique 5:41-110.
- 1838b. Description de trois Buprestis et d'un superbe Cyphus nouveau. Revue de Zoologique 1838, pp. 55–56.
- 1838c. Insectes Coléoptères inédits, découverts par M. Lanier dans l'intérieur de l'île de Cuba. Revue de Zoologique, pp. 279–286.
- 1841. Description de trente quatre espèces de Coléoptères de Manille et d'un Tricondyle de Ceylan. Revue de Zoologique 1841, pp. 221–228.
- 1843. Description d'une nouvelle espèce de Buprestide. Revue de Zoologique 6:201.
- 1844a. Note rectificative de quelques espèces de la famille des Sternoxes (Buprestides), et description d'une nouvelle espèce d'Anthonomus, découverte aux environs de Paris. Revue de Zoologique, pp. 134–144.
- 1844b. Mélanges et nouvelles. Revue Zoologique, par la société cuvierienne, 1844:239-240.
- 1853. Description d'une nouvelle espèces de Buprestide. Revue et Magasin de Zoologie (2) 6:308-309. [Chalcophora langeri n.º 7 instead of (2) 6]
- 1854a. Coléoptères de Syrie. Revue et Magasin de Zoologie (2) 6, pp. 389–396, 432-437, 479-486.
- 1854b. Une note synonymique. Revue et Magasin de Zoologie (2) 6:701.
- 1859. Descriptions de dix Coléoptères nouveaux de l'Algérie. Revue et Magasin de Zoologie (2) 11:380-390.
- 1860. Descriptions de Coléoptères nouveaux de l'Algérie. Revue et Magasin de Zoologie (2) 12, pp. 75–82, 128-137, 208-212, 269-271, 302-304, 409-410, 448-459, 509-511.
- 1861. Descriptions de Coléoptères nouveaux de l'Algérie. Revue et Magasin de Zoologie (2) 13, pp. 118–126, 147-155, 205-208, 264-270, 306-312.
- 1867. Coléoptères de l'île de Cuba. (Suite) Notes, synonymies et descriptions d'espèces nouvelles. Septième mémoire. Famille des Buprestides, Throscides,

Eucnémides et Élaterides. Annales de la Société Entomologique de France (4) 7:571-616.

## Abreviatura (zoología)
La abreviatura Chevrolat  se emplea para indicar a Auguste Chevrolat como autoridad en la descripción y taxonomía en zoología.